# Coppa Edda Ciano 1936
Coppa Edda Ciano 1936 je bila sedemnajsta neprvenstvena dirka za Veliko nagrado v sezoni 1936. Odvijala se je 6. septembra 1936 v toskanskem mestu Lucca.

## Poročilo
Scuderia Ferrari je na dirko poslala tri dirkalnika, zastopali so jo Antonio Brivio, Mario Tadini in Carlo Pintacuda. Vsi trije Ferrarijevi dirkači so se uvrstili v prvo štartni vrsto, Tadini je osvojil najboljši štartni položaj. Tudi na dirki so se Ferrarijevi dirkači dolgo izmenjevali v vodstvo do šestintridesetega kroga, ko je moral Brivio odstopiti zaradi okvare črpalke za gorivo. Vseeno je Ferrari dosegel dvojno zmago, Tadini slabih pet sekund pred Pintacudo, tretje mesto je osvojil Giovanni Battaglia z dvema krogoma zaostanka, četrti in zadnji uvrščeni pa je bil Sergio Banti s štirimi krogi zaostanka. 

## Rezultati

### Dirka
| Poz | Št | Dirkač              | Moštvo             | Dirkalnik        | Krogi | Čas/Odstop        | Št. m. |
| --- | -- | ------------------- | ------------------ | ---------------- | ----- | ----------------- | ------ |
| 1   | 42 | Mario Tadini        | Scuderia Ferrari   | Alfa Romeo 8C-35 | 50    | 1:12:33,6         | 1      |
| 2   | 46 | Carlo Pintacuda     | Scuderia Ferrari   | Alfa Romeo 8C-35 | 50    | + 4,6 s           | 2      |
| 3   | 36 | Giovanni Battaglia  | Privatnik          | Alfa Romeo P3    | 48    | +2 kroga          | 6      |
| 4   | 26 | Sergio Banti        | Privatnik          | Alfa Romeo Monza | 44    | +4 krogi          | 9      |
| Ods | 28 | Antonio Brivio      | Scuderia Ferrari   | Alfa Romeo 8C-35 | 36    | Črpalka za gorivo | 3      |
| Ods | 38 | Giacomo de Rham     | Scuderia Maremmana | Maserati 8CM     | 28    |                   | 4      |
| Ods | 44 | Carlo Felice Trossi | Scuderia Torino    | Maserati V8-RI   | 27    |                   | 5      |
| Ods | 42 | Clemente Biondetti  | Scuderia Torino    | Maserati 6C-34   | 15    |                   | 7      |
| Ods | 24 | Ferdinando Barbieri | Scuderia Maremanna | Maserati 6C-34   | 13    |                   | 8      |
| Ods | 30 | Bruno Gallinari     | Privatnik          | Bugatti T51      | 3     | Odpadlo kolo      | 10     |
| DNA | 34 | Vittorio Belmondo   | Privatnik          | Alfa Romeo P3    |       |                   |        |
| DNA | 40 | Pietro Ghersi       | Scuderia Torino    | Maserati 6C-34   |       |                   |        |